# 萊峰
46°22′34.7″N 9°27′39.9″E / 46.376306°N 9.461083°E
萊峰（義大利語：Cima di Lago），是歐洲的山峰，位於意大利和瑞士接壤的邊境，屬於上哈爾布施泰因阿爾卑斯山脈的一部分，海拔高度3,083米，每年平均降雨量1,693毫米。